# Peter Fonda
Peter Fonda   (Nova York, 23 de febrer de 1940 - Los Angeles, 16 d'agost de 2019) fou un actor estatunidenc, fill de Henry Fonda, germà de Jane Fonda i pare de Bridget Fonda, tots ells també actors. No només ha destacat per les seves actuacions, sinó que també ha tingut participació en algunes pel·lícules com a guionista. Es va fer mundialment famós per la seva actuació al film Easy Rider, pel·lícula on, a més, va col·laborar en el guió, pel que va ser nominat a l'Oscar al Millor Guió.

## Primers anys
Fonda va néixer a la ciutat de Nova York, fill de l'actor Henry Fonda i de la seva dona Frances Ford Seymour; és el germà més jove de l'actriu Jane Fonda.
En el seu onzè aniversari, es va disparar accidentalment a l'estómac i gairebé va morir. Anys més tard, li explicava aquest incident a John Lennon afirmant "Sé què és estar com mort", la qual cosa va acabar convertint-se en una influència indirecta de la cançó de Els Beatles "She Said She Said"
De ben jove, Fonda va estudiar representació a Omaha, Nebraska, la ciutat natal del seu pare. Va anar a la Universitat de Nebraska a Omaha i es va apuntar a l'Omaha Community Playhouse, on molts actors (incloent-hi el seu pare i Marlon Brando) havien iniciat les seves carreres.

## Carrera

### Easy Rider
Fonda va aconseguir treballar a Broadway a Blood, Sweat and Stanley Poole, abans d'anar-se'n a Hollywood per fer cinema, on va començar fent papers romàntics. Va debutar a Tammy and the Doctor (1963), que ell anomenava "Tammy and the Schmuckface". Però la intensitat de Fonda va impressionar Robert Rossen, el director de Lilith (1964). Rossen imaginava un actor jueu en el paper de Stephen Evshevsky, un malalt mental. També va fer The Victors (1964), una "pel·lícula de guerra antiguerra" i interpretava el paper masculí principal a The Young Lovers (1964), sobre l'embaràs fora del matrimoni. A mitjans dels 60, Peter Fonda no era un "actor principal" convencional a Hollywood. Com afirmava la revista Playboy, Fonda havia aconseguit una "reputació sòlida com a marginat". S'havia convertit aparentment en inconformista i va deixar créixer el seu cabell molt de temps, quedant fora de l'"establishment" de la indústria del cinema. El treball desitjable esdevenia escàs. A la temporada de 1963-1964, apareixia en un episodi del drama de l'ABC sobre la vida universitària, Channing.
A través de les seves amistats amb membres del Byrds, Fonda va visitar The Beatles a la seva casa llogada a Benedict Canyon a Los Angeles l'agost de 1965. Mentre que John Lennon, Ringo Starr i George Harrison eren sota la influència de l'LSD, Lennon sentia Fonda dir: "Sé què és estar com mort". Aquesta frase es convertia en la línia argumental de la cançó de Lennon, "She Said She Said", que apareixia en el seu àlbum Revòlver (1966). El 1966, Fonda va ser arrestat en els aldarulls contra la guerra del Vietnam. Peter Fonda i la banda Buffalo Springfield van denunciar la manipulació del departament en l'incident amb la seva cançó "For What It's Worth". Fonda va intentar fer de cantant el 1968, enregistrant un 45 per a l'etiqueta Chisa: "November Night" (escrita per Gram Parsons), "Catch The Wind" (la cançó de Donovan), produït per Hugh Masakela.
El primer paper de cinema de Fonda orientat a la contracultura va ser el personatge principal Heavenly Blues a la pel·lícula The Wild Angels dirigida per Roger Corman (1966). The Wild Angels és encara recordada pel fiasco de Fonda en el servei funerari d'un Àngel caigut, que s'enregistrava a "Loaded" (1991), i en altres cançons de rock. Després Fonda va interpretar un personatge de dolent a la pel·lícula de Corman El viatge (1967), un treball sobre l'experiència i conseqüències de consumir LSD.

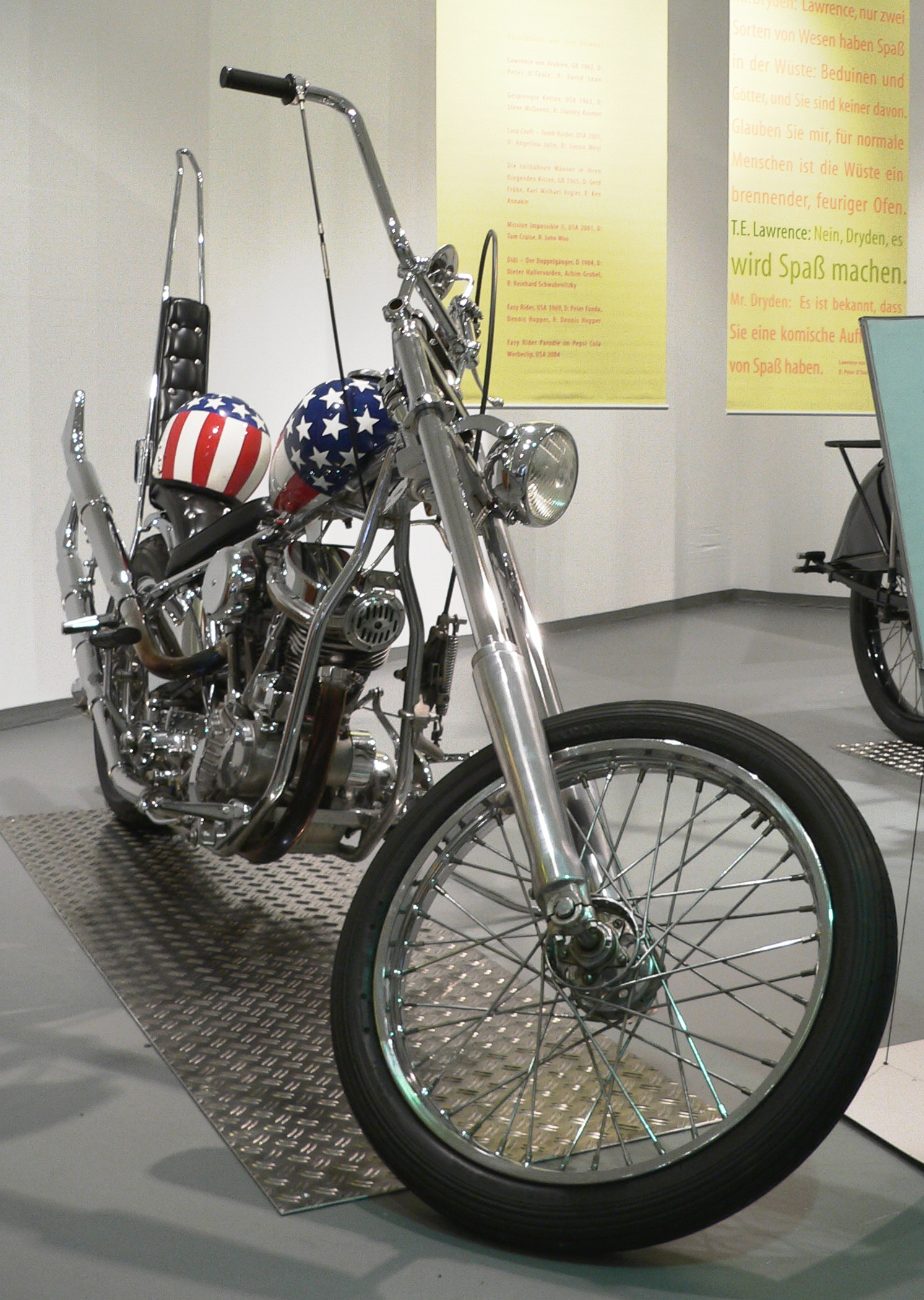
Rèplica de la moto amb la qual Peter Fonda va rodar Easy Rider.

El 1968, Fonda va produir i protagonitzar Easy Rider, la pel·lícula clàssica per la qual és més conegut. Easy Rider, va sobre dos bikers que viatgen a través del sud i sud-oest dels Estats Units en un món d'intolerància i violència. El personatge de Fonda era el carismàtic i lacònic "Capità Amèrica" la jaqueta del qual portava una gran bandera americana al darrere. Dennis Hopper interpretava el xerraire "Billy". Jack Nicholson va ser nominat per un Oscar al millor actor secundari pel seu paper com a George Hanson, un alcohòlic advocat de drets civils que, malgrat tot, tira endavant. Fonda va coescriure Easy Rider amb Terry Southern i Hopper, que la va dirigir.
Hopper va filmar el viatge pel país a Easy Rider gairebé totalment en exteriors. Fonda havia assegurat finançament de 360.000 dòlars (en gran part basat en el fet que sabia que aquest va ser el pressupost que va necessitar Roger Corman per fer The Wild Angels), i estrenaven la pel·lícula el 1969 amb un èxit internacional massiu. Fonda, Hopper van ser nominats per l'Oscar al millor guió original.

### Treball posterior
Mentre Hopper escollia fer la confosa èpica The Last Movie, (que Fonda coprotagonitzava amb Michelle Phillips), Fonda dirigia el western The Hired Hand. Fonda feia de protagonista en un repartiment on també sortia Warren Oates, Verna Bloom i el poeta Michael McClure, de la generació beat. Li va seguir el clàssic de culte Dirty Mary, Crazy Larry un èxit de recaptació el 1974, i Open Season, un fracàs. Va tornar a fer equip amb Warren Oates a Race With The Devil el 1975, i més tard faria de protagonista a Futureworld, una continuació de Westworld, que va ser un altre fracàs de taquilla. Malgrat generar crítiques diverses a la seva estrena, el 2001 The Hired Hand va ser totalment restaurada i exhibida en uns quants festivals amb una resposta de la crítica generalment entusiasta. Posteriorment, el Canal Sundance treia un DVD de la pel·lícula en dues edicions separades aquell mateix any, i la pel·lícula ha trobat d'aleshores ençà una audiència com un clàssic westen de culte. El 1976, Fonda va protagonitzar com a músic "Outlaw Blues" amb Susan St. James. El 1979, Fonda va dirigir i va fer de protagonista en el drama Wanda Nevada al costat de Brooke Shields. El seu pare Henry Fonda feia una aparició breu també, sent l'única vegada que pare i fill surtien junts en una pel·lícula. Després dels seus papers a The Wild Angels i Easy Rider, Fonda va fer un cameo com "Cap Biker" a la comèdia The Cannonball Run de 1981.
Fonda va rebre el reconeixement de la crítica a tot el món pel seu paper a Ulee's Gold (1997). Fonda interpretava un apicultor del nord de Florida que, malgrat la seva vida familiar tumultuosa, transmet un sentit d'integritat al seu capritxós fill pres, actuant protectorament cap a la seva nora que abusa de la droga. La seva actuació li va suposar una nominació a l'Oscar al millor actor. La carrera cinematogràfica de Fonda ha estat molt interessant pel contrast extrem entre la qüestionada visió del motociclista rebel a Easy Rider i el pare veterà de guerra que interpretaria gairebé tres dècades més tard Ulee's Gold - un personatge que intenta compartir la saviesa de l'edat amb el seu fill provocadorament nihilista i que salva la vida de la seva nora addicta. Dos anys més tard, Fonda apareixia a la pel·lícula neo-negra The Limey de Steven Soderbergh de 1999 com el conegut productor de música rock Terry Valentine.
El 2007, Fonda va retornar a la pantalla gran amb El tren de les 3:10, un remake del western homònim de 1957, apareixent al costat de Christian Bale i Russell Crowe com el caça-recompenses Byron McElroy. La pel·lícula va rebre dos nominacions a l'Oscar, i ressenyes positives dels crítics. També sortia en les últimes escenes de la comèdia de Biker  Wild Hogs com a Damien Blade, fundador de la banda del biker Del Fuegos i pare de Jack, un personatge interpretat per Ray Liotta. Aquest any també trobem Fonda en el paper de Mephostophiles, un dels dos dolents principals a la pel·lícula de 2007 Ghost Rider, i també ha expressat interès a tornar-ho a fer a  Ghost Rider 2. El 2009, apareixia a The Boondock Saints II: All Saints Day, la continuació del film de culte, fent de 'El romà', el dolent principal i vell amic d'Il Duce, el personatge interpretat per Billy Connolly.

## Filmografia
- Tammy and the Doctor (1963).... Dr. Mark Cheswick
- The Victors (1963).... Weaver
- Lilith (1964).... Stephen Evshevsky
- The Young Lovers (1964).... Eddie Slocum
- Els àngels de l'infern (The Wild Angels) (1966).... Heavenly Blues
- El viatge (The Trip) (1967/II).... Paul Groves
- Spirits of the Dead (1968).... Baron Wilhelm
- Easy Rider (1969).... Wyatt
- L'home sense fronteres (The Hired Hand) (1971).... Harry Collings
- The Last Movie (1971).... Jove xèrif
- Idaho Transfer (1973).... Director
- Two People (1973).... Evan Bonner
- Dirty Mary, Crazy Larry (1974).... Larry Rayder
- Open Season (1974).... Ken
- Race with the Devil (1975).... Roger March
- 92 in the Shade (1975).... Skelton
- Killer Force (1976).... Bradley
- El món del futur (Futureworld) (1976).... Chuck Browning
- Fighting Mad (1976).... Tom Hunter
- Outlaw Blues (1977).... Bobby Ogden
- High-Ballin' (1978).... Rane
- Wanda Nevada (1979).... Beaudray Demerille
- Cannonball Run (1981).... Cap Biker (cameo)
- Split Image (1982).... Kirklander
- Peppermint-Frieden (1983).... Mr. Freedom
- Dance of the Dwarfs (1983).... Harry Bediker
- Daijôbu, mai furendo (1983).... Gonzy Traumerai
- Spasms (1983).... Dr. Tom Brasilian
- Certain Fury (1985).... Rodney
- Hawken's Breed (1987)
- Mercenary Fighters (1988).... Virelli
- The Rose Garden (1989).... Herbert Schluter
- Fatal Mission (1990).... Ken Andrews
- South Beach (1992).... Jake
- Family Express (1992).... Nick
- Caiguda mortal (Deadfall) (1993).... Pete
- Bodies, Rest & Motion (1993).... Motorcycle Rider
- Molly & Gina (1994).... Larry Stanton...
- Love and a.45 (1994).... Vergil Cheatham
- Nadja (1994).... Dracula/Dr. Van Helsing
- Escape from L.A. (1996).... Pipeline
- Grace of My Heart (1996).... Guru Dave
- Ulee's Gold (1997).... Ulysses 'Ulee' Jackson
- Painted Hero (1997).... Ray the Cook
- The Tempest (1998).... Gideon Prosper
- The Passion of Ayn Rand (1999).... Frank
- The Limey (1999).... Terry Valentine
- South of Heaven, West of Hell (2000).... Shoshonee Bill
- Thomas and the Magic Railroad (2000).... Avi Burnett Stone
- Second Skin (2000/I).... Merv Gutman
- Wooly Boys (2001).... Stoney
- The Laramie Project (2002).... Doctor Cantway
- The Heart Is Deceitful Above All Things (2004).... Grandfather
- Grand Theft Auto: San Andreas (2004).... The Truth (veu)
- Ghost Rider (2007).... Mephistopheles
- Wild Hogs (2007).... Damien Blade
- El tren de les 3:10 (3:10 to Yuma) (2007).... Byron McElroy
- The Gathering (2007) (mini tv series)
- Japan (2008).... Alfred
- The Perfect Age of Rock 'n' Roll (2009).... August West
- The Boondock Saints II: All Saints Day (2009).... The Roman
- The Trouble with Bliss (2011).... Seymour Bliss
- Smitty (2012).... Jack
- Harodim (2012).... Solomon Fell
- House of Bodies (2012).... Henry Lee Bishop
- As Cool as I Am (2013).... Gerald
- Copperhead (2013).... Avery
- The Ultimate Life (2013).... Jacob Early
- The Harvest (2013).... Avi

## Premis i nominacions

### Premis
- 1998: Globus d'Or al millor actor dramàtic per Ulee's Gold
- 2000: Globus d'Or al millor actor secundari en minisèrie o telefilm per The Passion of Ayn Rand

### Nominacions
- 1970: Oscar al millor guió adaptat per Easy Rider
- 1998: Oscar al millor actor per Ulee's Gold
- 1999: Globus d'Or al millor actor en minisèrie o telefilm per The Tempest
- 1999: Primetime Emmy al millor actor secundari en minisèrie o telefilm per The Passion of Ayn Rand